# Turkoshuvad tangara
Turkoshuvad tangara (Tangara seledon) är en liten tropisk fågel i familjen tangaror.

## Kännetecken
Som andra medlemmar i släktet Tangara är det en liten färgglad fågel och den mäter cirka 13,5 centimeter. Huvud, nake, haka och bröst är bjärt akvamaringrönt med limegrönt i en fläck på halsen, vingarna och buken samt en orangefärgad övergump. Noterbart är en stor svart fläck på vingar och strupe. Honan är mattare i färgerna, med fjällaktig rygg.

## Utbredning och systematik
Fågeln förekommer i den atlantiska regnskogen (Mata Atlântica) i sydöstra Brasilien, östligaste Paraguay samt nordöstligaste Argentina (endast provinsen Misiones). Den behandlas som monotypisk, det vill säga att den inte delas in i några underarter.

## Levnadssätt
Fågeln föredrar fuktiga skogsområden men har även blivit vanlig i fruktodlingar och parker, där den trots sitt färgglada utseende kan röra sig väl kamouflerad bland lövverket i trädkronorna. Arten besöker gärna fågelbord och äter främst frukter och insekter.

## Status och hot
Arten har ett stort utbredningsområde, men tros minska i antal, dock inte tillräckligt kraftigt för att den ska betraktas som hotad. Internationella naturvårdsunionen IUCN listar arten som livskraftig (LC).